# Stará Lehota
Stará Lehota este o comună slovacă, aflată în districtul Nové Mesto nad Váhom din regiunea Trenčín. Localitatea se află la altitudinea de 337 m deasupra n.m., se întinde pe o suprafață de 16,17 km2 și în 2017 număra 196 de locuitori.

## Istoric
Localitatea Stará Lehota este atestată documentar din 1348.

## Demografie
| An:                | 1994 | 2004    | 2014    | 2024    |
| ------------------ | ---- | ------- | ------- | ------- |
| Număr de persoane: | 294  | 263     | 215     | 176     |
| Diferență:         |      | −10,54% | −18,25% | −18,13% |

| An:                | 2023 | 2024   |
| ------------------ | ---- | ------ |
| Număr de persoane: | 177  | 176    |
| Diferență:         |      | −0,56% |